# 稜齒象屬
稜齒象属（學名：Stegotetrabelodon）动物通称稜齒象，又稱劍稜象，是一種已絕種的象，生存於中新世的中期到晚期，可能是由某種生活在非洲的嵌齒象演化而來，後來才分布到西歐（如義大利），身長4～5公尺。

## 外部連結
- （日語） 稜齒象介紹 （页面存档备份，存于）